# 谷内紀友
谷内 紀友（たにうち のりとも）は、日本のフィギュアスケート選手（男子シングル）。大阪府出身。1991年全日本フィギュアスケート選手権3位。1984年世界ジュニア選手権代表。現在は大阪でコーチをしている。

## 経歴
1983年、全日本ジュニア選手権で杉山弘に続いて2位に入る。初出場となった世界ジュニア選手権では8位に入った。1987年、国民体育大会に大阪府代表で出場し、生年男子で優勝する。
1991年、全日本選手権に出場し鍵山正和、村田光弘に続いて3位に入る。1992年の国民体育大会では成年男子で再び優勝を果たす。

## 主な戦績
| 大会/年              | 1983-84 | 1986-87 | 1991-92 |
| -------------------- | ------- | ------- | ------- |
| 世界ジュニア選手権   | 8       |         |         |
| 全日本選手権         |         |         | 3       |
| 全日本ジュニア選手権 | 2       |         |         |
| 国民体育大会         |         | 1       | 1       |